# Droit féodal à Paris
Le droit féodal  à Paris constitue le cadre juridique de l'expansion urbaine de la capitale, du Moyen Âge à son abolition lors de la nuit du 4 août 1789. Son application dans une  ville très peuplée était d’une très grande complexité, à la source de multiples litiges.

## Les censives
Jusqu’à la Révolution, le territoire de Paris est partagé en censives ou fiefs, les deux termes étant quasiment équivalents, aux mains de multiples seigneurs, du roi au modeste baron, de la Ville de Paris (la Hanse des marchands de l’eau) ou d’établissements ecclésiastiques, monastères, abbayes, églises, le domaine de l’évêque étant distinct de celui du chapitre des chanoines de Notre-Dame.
Ces fiefs ont été constitués dès l’époque mérovingienne, en majeure partie sur un territoire non encore urbanisé, par des donations aux Abbayes et aux églises, les plus anciennes du centre étant les mieux dotées puis, à partir de la fin de l’époque carolingienne, par des seigneuries laïques lors de l’affaiblissement de l’autorité royale.
Les seigneurs détenteurs de la propriété éminente en  cèdent généralement la jouissance, la "propriété utile", moyennant perception d’un cens d'un montant fixe se dépréciant avec l'inflation jusqu'à un montant dérisoire, et parfois de prestations en nature, à des tenanciers qui peuvent eux-mêmes la donner en location ou la vendre. Dans ce cas, le seigneur perçoit un droit sur la vente, "lods et ventes", généralement d'environ 8 %. Des droits de justice sont également perçus sur certains fiefs.
Les mises en acensements des domaines étaient destinées à les mettre en valeur pour créer de nouveaux quartiers tels celui de la Ville-Neuve du Temple au XIIIe siècle, de la  couture du Temple au XVIIe siècle ou mettre en culture la ceinture de marais au nord de la ville autour du Ruisseau de Ménilmontant.
Certaines censives sont échangées, rachetées, confisquées. Le jeu des mutations et des héritages crée  une mosaïque féodale  aux frontières enchevêtrées d’une extrême complexité. Les fiefs étaient également très disparates, minuscules ou relativement étendus, certains comprenant des ilots dispersés parfois très éloignés.
Des censives étaient détenues par plusieurs co-seigneurs, les détenteurs de «fiefs mouvants » étant vassaux de leur suzerain propriétaire d'un « fief dominant » dans une pyramide hiérarchique complexe. Enfin, certaines terres étaient des alleux libres de droits féodaux.
Cette imbrication donnait lieu à d’innombrables litiges. La plupart des fiefs locaux disparaissent. Sur 150 au XIIIe siècle il en subsiste une trentaine à la fin du Moyen Âge à l’intérieur de l’enceinte de Charles V.
Les censives ecclésiastiques sont beaucoup plus stables, leurs limites restant quasiment figées jusqu’à leur suppression à la Révolution.
Du XIe siècle au XIIIe siècle les rois capétiens s’efforcent de récupérer des censives par achats, héritages ou empiètements et le roi devient au XIIIe siècle le principal seigneur foncier.
Certains seigneurs avaient droit de justice dans les rues à condition que leur censive s'étende des deux côtés de la rue. Son exercice était confié à un agent voyer. Bien que son fief  ne soit pas le plus étendu, le Roi exerçait ce droit sur le plus long linéaire (46 268 mètres en 1300 soit 62,7 % de l'ensemble) car son domaine était plus compact.
Au XVe siècle, le roi parvient à établir le pouvoir régalien sur l’ensemble de la voirie parisienne où certains seigneurs exerçaient auparavant leur pouvoir, par exemple  sur les parvis pour les fiefs ecclésiastiques.
Le domaine de l’évêque de Paris était très vaste comprenant des terres au nord-ouest sous le nom de Culture l’Evêque entre la Seine, le faubourg Saint-Honoré, jusqu’aux environs de la Grange Batelière et d’autres près de la rue Saint-Denis et de l'église Saint-Eustache. L’évêque en aliéna une partie au profit du roi, notamment les Champeaux  où Louis VI transféra le marché et la censive de Thérouanne près de la rue Saint-Denis mais incorpora en 1533 la seigneurie de Saint-Eloi dotée par Dagobert dont le domaine s’étendait autour de la rue Saint-Antoine et  celle de Saint-Magloire en 1564.
Après ce rattachement le domaine de l’Evêque est devenu le plus important après celui du roi.
Avec ceux de l'abbaye de Saint-Germain, de l'abbaye Sainte-Geneviève, de Saint-Martin-des-Champs, du Temple, de Saint-Merry, ces censives couvraient la majorité du territoire, les autres seigneuries, laïques pour la plupart, se partageaient le reste.
Des censives couvraient un vaste territoire d'un seul tenant telle que celle de l'Abbaye de Saint-Germain-des-Prés qui s'étendait sur la quasi-totalité des actuels 6e et 7e arrondissements de Paris, alors que d'autres quartiers étaient morcelés en une multitude de censives minuscules et d'enclaves imbriquées par exemple dans le quartier de l'Hôtel-de-Ville ou dans l'île de la Cité.

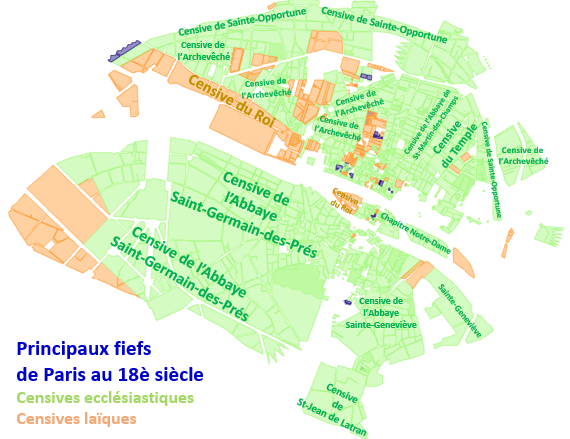
Les principales seigneuries de Paris au XVIII

Surface des principales seigneuries en %  dans les limites de la ville en 1638 .
| Saint-Germain-des-Prés | 17,3 |
| Archevêché             | 11,7 |
| Sainte-Geneviève       | 10,2 |
| Roi                    | 6,9  |
| Temple                 | 4,7  |
| Saint-Martin           | 3,8  |
| Saint-Benoît           | 2,1  |
| Saint-Victor           | 2    |
| Chapitre Notre-Dame    | 1,6  |

Cette liste ne comprend aucune censive laïque en dehors de celle du Roi.

## Les francs-alleux
Quelques fractions du territoire de Paris ne constituant qu'une faible partie de la surface de la ville étaient des alleux indépendants de toute emprise féodale donc non redevables de cens. Parmi les alleux parisiens on peut citer le fief des Fusées compris entre les rues de la Perle, Elzévir, Barbette et Vieille-du-Temple dont le nom proviendrait de la famille Fusée propriétaire à l'origine et le fief des Petits Marais sur lequel furent construits quatre hôtels particuliers du 100 au 110 rue Vieille-du-Temple.

## Les droits de justice
Les donations de terres en censives ont parfois comporté le droit de justice mais les deux ne sont pas toujours liés, ces deux notions étant distinctes.   
L'exercice de la justice avec les profits qui en découlaient était un droit régalien acquis par le seigneur par l'octroi d'un privilège d'immunité ou usurpé, et se rattachait à la notion de souveraineté. Le fief ou censive correspondait plutôt à l'idée de propriété. Dans certains cas, assez rares à Paris, les limites du territoire où s'exerçait la justice différait de celui de la censive, exceptionnellement le droit de justice et la censive était partagé en deux seigneurs.
Les seigneuries en censives sont plus nombreuses que celles ayant des droits de justice (respectivement 155 et 24 vers 1300).
Ces droits sont plus ou moins étendus, limité à la basse justice ou comprenant moyenne ou haute justice. La haute justice s’exerce sur les crimes de sang, la moyenne et basse justice concerne les délits exclusivement punis d’amendes et les affaires civiles. Jusqu'à la suppression des justices particulières en 1674, les seigneurs hauts-justiciers disposaient d'échelles de justice où les délinquants étaient exposés, le Roi seul ayant un pilori. Les diverses justices s’exercent différemment suivant l’état de la personne, clerc ou laïc, suivant son métier suivant le territoire de la censive et celui où s’exerce la justice ce qui engendre de multiples conflits de juridiction. 
Au cours du XIIe siècle, le roi revendique l’exercice de la justice sur les métiers et en obtient la reconnaissance sur les routes au départ des portes de la ville et les terrains qui les longent.
Par un accord de 1222, l’évêque reconnait au roi la haute justice sur son territoire mais conserve les droits de basse justice sur ses terres de la Cité et du clos Bruneau sur la rive gauche.
Le Roi établit sa suzeraineté sur l’évêque à la fin du XIIIe siècle.
De la fin du Moyen Âge à février 1674, date de la suppression par un édit de Louis XIV des dix-huit justices particulières, celles-ci étaient exclusivement au pouvoir d'institutions  ecclésiastiques, les justices des seigneurs laïques ayant disparu,

## Le déclin de la féodalité
Au XVIIIe siècle, le montant du cens était très faible voire devenu symbolique. En revanche, les droits dus en cas de vente, de 6 à 8 % du prix de la transaction, étaient substantiels, parfois considérables avec la hausse des valeurs foncières.
D'après une enquête de 1790, ces droits représentaient 26 % des revenus des seigneurs parisiens (les loyers 27 % et les revenus de biens ruraux 35 %.
Les seigneurs semblent fréquemment négliger le versement du cens et les redevables s'opposent parfois au paiement des droits dus en cas de vente qui ne sont pas toujours exigés. À la fin de l'ancien régime, les ventes de seigneuries directes sont rares, leur valeur faible.
Dans les dernières années de l'Ancien Régime, l'Archevêché de Paris fait dresser dans les années 1780 un plan-terrier très détaillé de sa censive publié en 1786 pour établir ses droits. Ce document de caractère cadastral d'une extrême précision permet de connaître les limites de la plupart des censives de Paris, généralement très enchevêtrées, certaines minuscules, et indique le nom des propriétaires dans chaque rue sur la majorité du territoire de la ville. Certains quartiers éloignés du domaine de l'Archevêché ne sont cependant pas représentés. Cet ouvrage ainsi que certaines tentatives de perceptions de droits tombés en désuétude s'inscrit dans le mouvement de réaction féodale qui a précédé la Révolution.
Cette réaction apparaît cependant limitée et la féodalité semble moribonde à Paris dès avant 1789.